# Freddie Sramêk
Freddie Sramêk, född 7 augusti 1994, är en svensk fotbollsspelare som spelar för IFK Trelleborg.

## Karriär
Sramêks moderklubb är IFK Trelleborg. Som 15-åring gick han till Trelleborgs FF. Sramêk debuterade i Division 1 2013 och blev permanent uppflyttad till A-laget inför säsongen 2014. I november 2015 förlängde han sitt kontrakt med ett år plus option om ytterligare ett år. Efter säsongen 2016 lämnade han klubben.
I januari 2017 återvände Sramêk till IFK Trelleborg.